# Denemarken op het Eurovisiesongfestival 1992
Denemarken werd op het Eurovisiesongfestival 1992 in Malmö vertegenwoordigd door het duo Lotte Nilsson en Kenny Lübcke, met het lied Alt det som ingen ser. Het was de vijfentwintigste deelname van Denemarken aan het songfestival.

## Finale
De Dansk Melodi Grand Prix, gehouden in de Aalborghallen in Aalborg, werd gepresenteerd door Anne Cathrine Herdorf en Anders Frandsen. Tien artiesten namen deel aan deze finale. De winnaar werd gekozen door televoting. In de eerste ronde vielen de 5 laagst geklasseerde artiesten af waarna in de tweede ronde de winnaar aangeduid werd.

| Volgorde | Artiest                       | Lied                     | Punten | Plaats |
| -------- | ----------------------------- | ------------------------ | ------ | ------ |
| 1        | Bebiane Jacobsen              | "Til en ven"             | -      | -      |
| 2        | Dorthe Andersen               | "Vild med dig"           | -      | -      |
| 3        | Lotte Nilsson & Kenny Lübcke  | "Alt det som ingen ser"  | 6438   | 1ste   |
| 4        | Anne Karin                    | "Som jeg ser dig"        | -      | -      |
| 5        | Holger Nielsen                | "Frøken fjern"           | -      | -      |
| 6        | Linda Vilhelmsen              | "En sommernat"           | 4564   | 4de    |
| 7        | Sweet Keld & The Hilda Hearts | "Det vil vi da blæse på" | 2900   | 5de    |
| 8        | Zindy Laursen & Jan Parber    | "Sket igen"              | 5999   | 2de    |
| 9        | Lise-Lotte Norup              | "Livet spejler sig"      | -      | -      |
| 10       | Fenders                       | "Solens børn"            | 4978   | 3de    |

## In Malmö
Denemarken moest tijdens het festival aantreden als 18de, na Ierland en voor Italië. Aan het einde van de puntentelling bleek dat Nilsson en Lübcke op een twaalfde plaats waren geëindigd met 47 punten.
België en Nederland hadden geen punten over voor deze inzending.

### Gekregen punten

#### Finale
| 12 punten   | 10 punten | 8 punten                           | 7 punten | 6 punten                                   |
| ----------- | --------- | ---------------------------------- | -------- | ------------------------------------------ |
|             |           |                                    | - Zweden | - IJsland - Israël - Noorwegen - Luxemburg |
| 5 punten    | 4 punten  | 3 punten                           | 2 punten | 1 punt                                     |
| - Duitsland | - Spanje  | - Oostenrijk - Verenigd Koninkrijk |          | - Portugal                                 |

### Punten gegeven door Denemarken

#### Finale
Punten gegeven in de finale:
| 12 punten | Verenigd Koninkrijk |
| 10 punten | Ierland             |
| 8 punten  | Malta               |
| 7 punten  | Oostenrijk          |
| 6 punten  | Noorwegen           |
| 5 punten  | IJsland             |
| 4 punten  | Zweden              |
| 3 punten  | Duitsland           |
| 2 punten  | Israël              |
| 1 punt    | Spanje              |

1957 · 1958 · 1959 · 1960 · 1961 · 1962 · 1963 · 1964 · 1965 · 1966 · 1967-1977 · 1978 · 1979 · 1980 · 1981 · 1982 · 1983 · 1984 · 1985 · 1986 · 1987 · 1988 · 1989 · 1990 · 1991 · 1992 · 1993 · 1994 · 1995 · 1996 · 1997 · 1998 · 1999 · 2000 · 2001 · 2002 · 2003 · 2004 · 2005 · 2006 · 2007 · 2008 · 2009 · 2010 · 2011 · 2012 · 2013 · 2014 · 2015 · 2016 · 2017 · 2018 · 2019 · 2020 · 2021 · 2022 · 2023 · 2024 · 2025